# 斑點無齒鯧
斑點無齒鯧，為輻鰭魚綱鱸形目鯧亞目無齒鯧科的其中一種，分布於西大西洋區，從美國新澤西州至蓋亞那海域，棲息深度可達500公尺，體長可達25公分，幼魚棲息在表層水域，成魚則生活在大陸坡，屬肉食性，以底棲性甲殼類為食，可做為食用魚。

## 擴展閱讀
維基物種上的相關：斑點無齒鯧